# Wau Stadium
Wau Stadium – stadion piłkarski w Wau, w Sudanie Południowym. Jest stadionem domowym klubów Al-Ghazal FC, Al-Hilal Wau i Wau Salaam FC. Może pomieścić 5000 osób.